# Lịch sử Na Uy

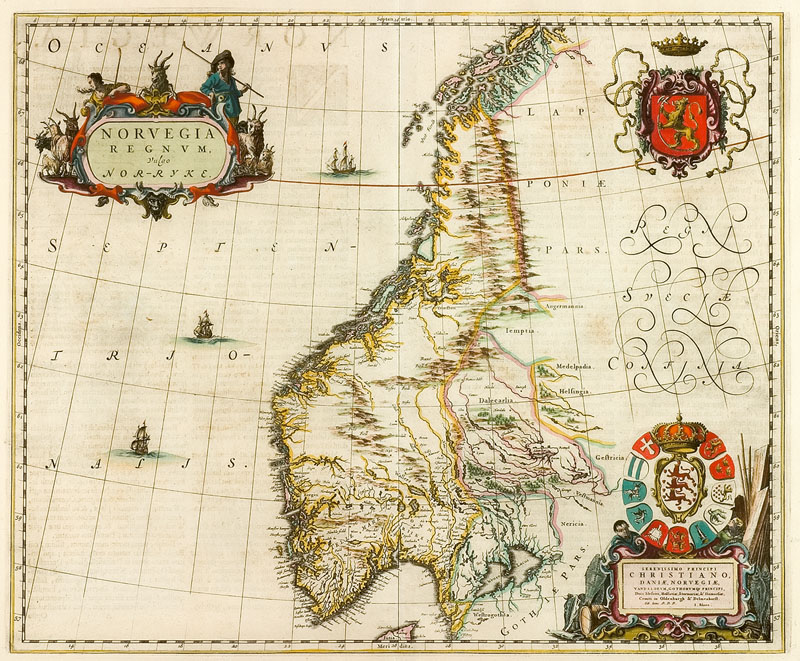
Bản đồ Na Uy vẽ năm 1662

Lịch sử Na Uy bị tác động mạnh mẽ bởi yếu tố địa hình và khí hậu. Khoảng 10,000 năm TCN, các sông băng lục địa khổng lồ dần biến mất, đồng nghĩa với việc con người cũng bắt đầu di cư về phía bắc. Từ vùng duyên hải, nơi được dòng hải lưu Gulf Stream sưởi ấm, họ bắt cá, săn tuần lộc cũng như các động vật khác để sinh sống. Khoảng năm 5,000 đến 4,000 TCN, hình thức định cư nông nghiệp bắt đầu xuất hiện quanh vùng vịnh hẹp Oslo, sau lan rộng xuống phía nam Na Uy vào khoảng năm 1500 đến 500 TCN. Trong khi cư dân phía bắc vẫn tiếp tục săn bắt.
Thời đại đồ đá mới bắt đầu khoảng năm 4,000 TCN. Thời kỳ Di cư chứng kiến các cuộc xung đột, chinh phạt đầu tiên. Cuối thế kỷ thứ 8, người Na Uy bắt đầu tung hoành trên biển, tiến tới quần đảo Anh và sau đó là Iceland, Greenland. Na Uy được thống nhất vào thời đại Viking. Thiên Chúa Giáo xuất hiện vào thế kỷ thứ 11, Nidaros trở thành thủ đô Cơ đốc giáo. Dân số tăng nhanh cho đến năm 1349 thì bị giảm đến 1 nửa do bệnh dịch xuất hiện liên tiếp, nghiêm trọng nhất là đại dịch Cái chết Đen. Bergen trở thành bến cảng trung tâm, được kiểm soát bởi Liên minh Hanse. Đến năm 1397, Na Uy gia nhập Liên minh Kalmar với Đan Mạch và Thụy Điển.
Năm 1523, Thụy Điển rời khỏi liên minh, Na Uy trở thành một phần của liên quốc Đan Mạch–Na Uy. Cải cách Kháng nghị diễn ra năm 1537 và chế độ Quân chủ tuyệt đối được áp đặt năm 1661. Năm 1814, Đan Mạch thất bại trong Chiến tranh Napoléon, Na Uy được nhượng lại cho vua Thụy Điển theo hòa ước Kiel. Na Uy tuyên bố độc lập và thông qua một hiến pháp mới, nhưng không được bất kỳ nước nào công nhận. Chiến tranh Thụy Điển - Na Uy xảy ra, sau đó 2 quốc gia ký kết Hiệp định Moss, trong đó Na Uy chấp nhận một liên minh với Thụy Điển nhưng được quyền giữ lại Hiến pháp, Nghị viện cũng như các thể chế riêng biệt ngoại trừ các cơ quan ngoại giao. Liên minh đã chính thức thành lập sau khi nghị viện thông qua các sửa đổi cần thiết trong Hiến pháp và bầu vua Thụy Điển Charles XIII là vua của Na Uy ngày 4 tháng 11 năm 1814.
Công nghiệp hóa bắt đầu vào những năm 1840, đến khoảng năm 1860 thì diễn ra sự di cư ồ ạt đến Bắc Mỹ. Năm 1884, vua Na Uy chỉ định Johan Sverdrup làm thủ tướng, qua đó thành lập thể chế đại nghị. Năm 1905, Liên hiệp Na Uy-Thụy Điển bị giải thể. Từ khoảng 1880 đến 1920, các nhà thám hiểm Na Uy, điển hình là Roald Amundsen và Fridtjof Nansen   đã thực hiện những cuộc hải trình quan trọng đến vùng cực.
Vận tải biển và thủy điện đem lại nguồn thu nhập rất lớn. Những thập kỷ sau đó chứng kiến sự biến động kinh tế và gia tăng các phong trào lao động. Đức Quốc xã xâm lược Na Uy từ 1940 đến 1945 trong Thế chiến thứ II. Na Uy sau đó gia nhập NATO, trải qua thời kỳ tái thiết và tái quy hoạch. Dầu mỏ được phát hiện năm 1969 và đến năm 1995 Na Uy là nước xuất khẩu dầu lớn thứ 2 thế giới. Điều này dẫn đến sự tăng trưởng kinh tế lớn. Từ những năm 1980, Na Uy thực hiện nhiều cải cách và trải qua một cuộc khủng hoảng kinh tế.
Đến thế kỷ 21, Na Uy trở thành một trong những quốc gia thịnh vượng nhất thế giới với sản lượng dầu và khí đốt chiếm đến 20% nền kinh tế của quốc gia này . Bằng cách tái đầu tư doanh thu từ dầu mỏ, Na Uy có Quỹ đầu tư quốc gia lớn nhất thế giới vào năm 2017.

## Thời tiền sử

### Thời kỳ đồ đá(8,000-1,800 TCN)
Khoảng năm 12,000 TCN, kỷ Băng hà cuối cùng kết thúc, tạo ra những dòng sông băng lớn, cùng với đó là đường bờ biển Na Uy được hình thành. Việc đánh bắt các loài cá, hải cẩu, hải mã  trở nên dễ dàng, dẫn đến những dòng dân di cư đổ về nơi đây. Họ không ngừng di chuyển nơi ở và đến khoảng năm 9300 TCN mới định cư tại Magerøya. Khoảng năm 8,000 TCN, lượng băng ngày càng giảm, tạo ra những vịnh hẹp dọc theo toàn bộ đường bờ biển, rất phù hợp cho việc định cư. Thời đại đồ đá xuất hiện với văn hóa Komsa ở Troms và Finnmark; văn hóa Fosna ở vùng phía nam. Văn hóa Nøstvet thay thế văn hóa Fosna vào khoảng năm 7000 TCN , thời tiết ấm dần đã giúp rừng rậm và các loài động vật phát triển nhiều hơn. Bộ xương người cổ nhất thế giới  được phát hiện tại Na Uy vào năm 1994, trong một vùng nước nông ở Sogne, phân tích đồng vị carbon cho thấy niên đại khoảng 6,600 TCN. Khoảng 4000 năm TCN, con người vùng này bắt đầu biết sử dụng các công cụ bằng đá bảng, đồ đất nung, ván tuyết, xe trượt tuyết và thuyền bọc da.

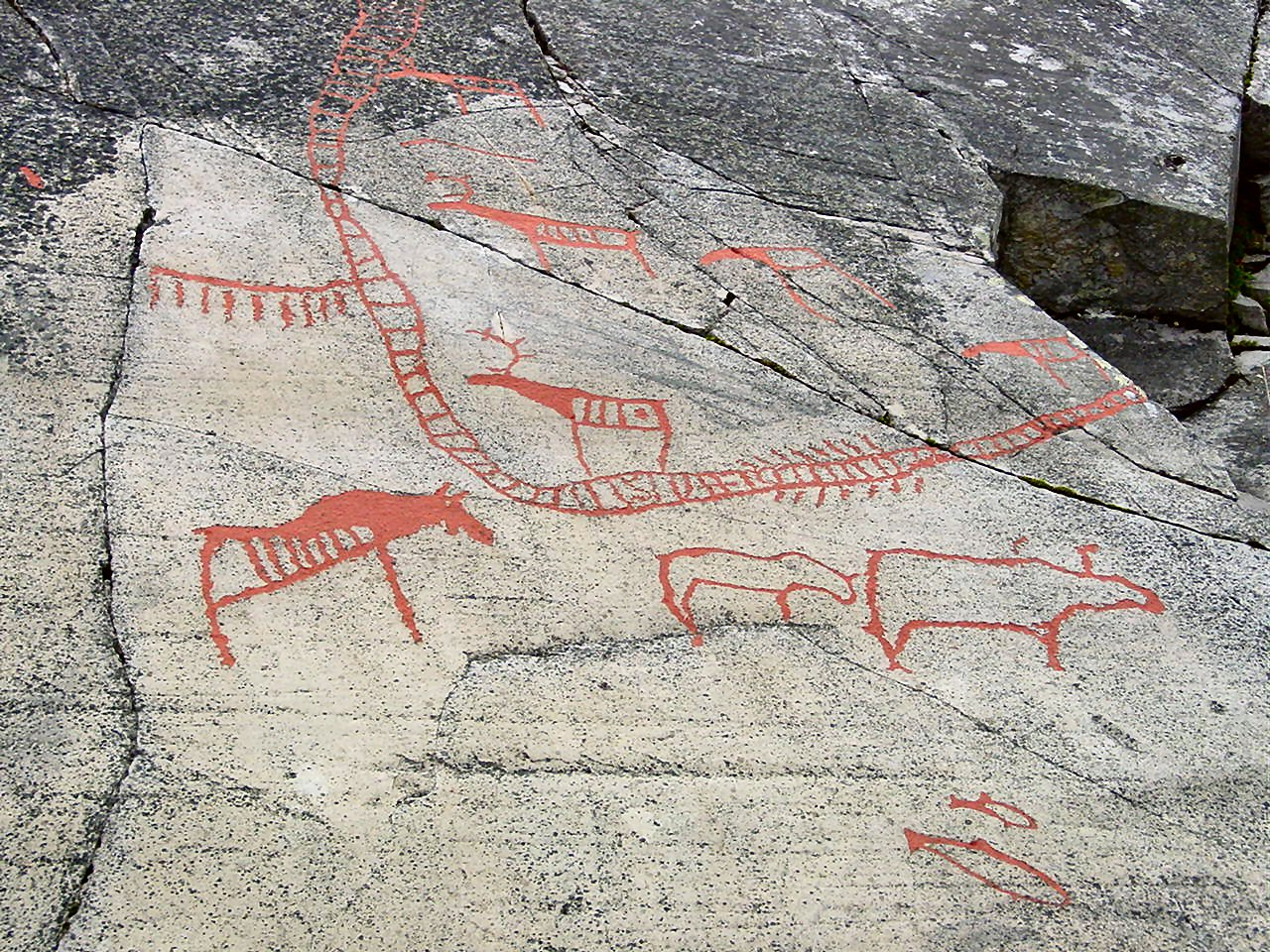
Chạm khắc trên đá ở Alta

Khoảng năm 4,000 TCN, xuất hiện sự trồng trọt và chăn nuôi xung quanh Oslofjord nhờ các kỹ thuật mới đến từ phía nam Scandinavia, báo hiệu thời kỳ đồ đá mới bắt đầu . Từ năm 2900 đến 2500 TCN, yến mạch, đại mạch, lợn, cừu và dê xuất hiện rộng khắp, lan rộng đến tận Alta. Thời kỳ này cũng chứng kiến sự xuất hiện của nền văn hóa Corded Ware, mang theo vũ khí, công cụ mới và nhất là ngữ hệ Ấn-Âu, từ đây ngôn ngữ Na Uy bắt đầu được phát triển .

### Thời kì đồ đồng(1800-500 TCN)
Thời đại đồ Đồng bắt đầu vào năm 1800 TCN, lưỡi cào được tra thêm vào cái cày, nhà có sân xuất hiện nhiều hơn, nhất là ở các khu vực đất đai màu mỡ xung quanh Oslofjord, Trondheimsfjord, Mjøsa và Jæren . Sản lượng nông nghiệp cao cho phép người nông dân trao đổi da thú, lông thú lấy các món đồ sang trọng, đặc biệt là ở Jutland. Khoảng năm 1000 TCN, những người nói ngôn ngữ Ural đến định cư phía bắc và đồng hóa với dân bản địa, trở thành người Sami . Theo Ante Aikio , ngôn ngữ Sami được hình thành hoàn toàn vào khoảng năm 500 SCN.
Khí hậu trở nên lạnh hơn bắt đầu khoảng năm 500 TCN. Các khu rừng, trước đây bao gồm cây du, đoạn, tần bì và sồi, đã được thay thế bằng bạch dương, thông và vân sam. Người dân bắt đầu phải học cách xây dựng thêm các công trình trú ẩn. Kiến thức về sắt được người Celt truyền đến, mang lại vũ khí và công cụ tốt hơn.

### Thời đại đồ sắt (500 TCN–800 SCN)
Đồ sắt nâng cao hiệu quả trồng trọt dẫn đến dân số tăng với sự gia tăng thu hoạch. Một cơ cấu xã hội mới phát triển, đó là thị tộc, các thị tộc sẽ có một người đứng đầu để chỉ đạo việc lao động, phân chia nông phẩm.
Từ thế kỷ đầu tiên sau CN ảnh hưởng từ Đế chế La Mã đã diễn ra ở Na Uy. Người Na Uy có chữ rune riêng cho mình. Kinh doanh với người La Mã cũng đã diễn ra, phần lớn là lông thú và da đổi lấy hàng sang trọng. Một số  người Scandinavi cũng từng là lính đánh thuê La mã. Một số nông dân giàu có nhất đã trở thành tù trưởng. Mỗi tù trưởng quy định một khu vực định cư riêng cho bộ lạc mình.
Quyền lực của thủ lĩnh gia tăng trong giai đoạn di cư giữa năm 400 và 550. Điều này dẫn đến việc xây dựng những công sự phòng thủ đơn giản. Một số thủ lĩnh đã có thể kiểm soát hầu hết các thương mại và có quyền lực rất lớn vào thế kỷ thứ 8.

## Thời đại Viking

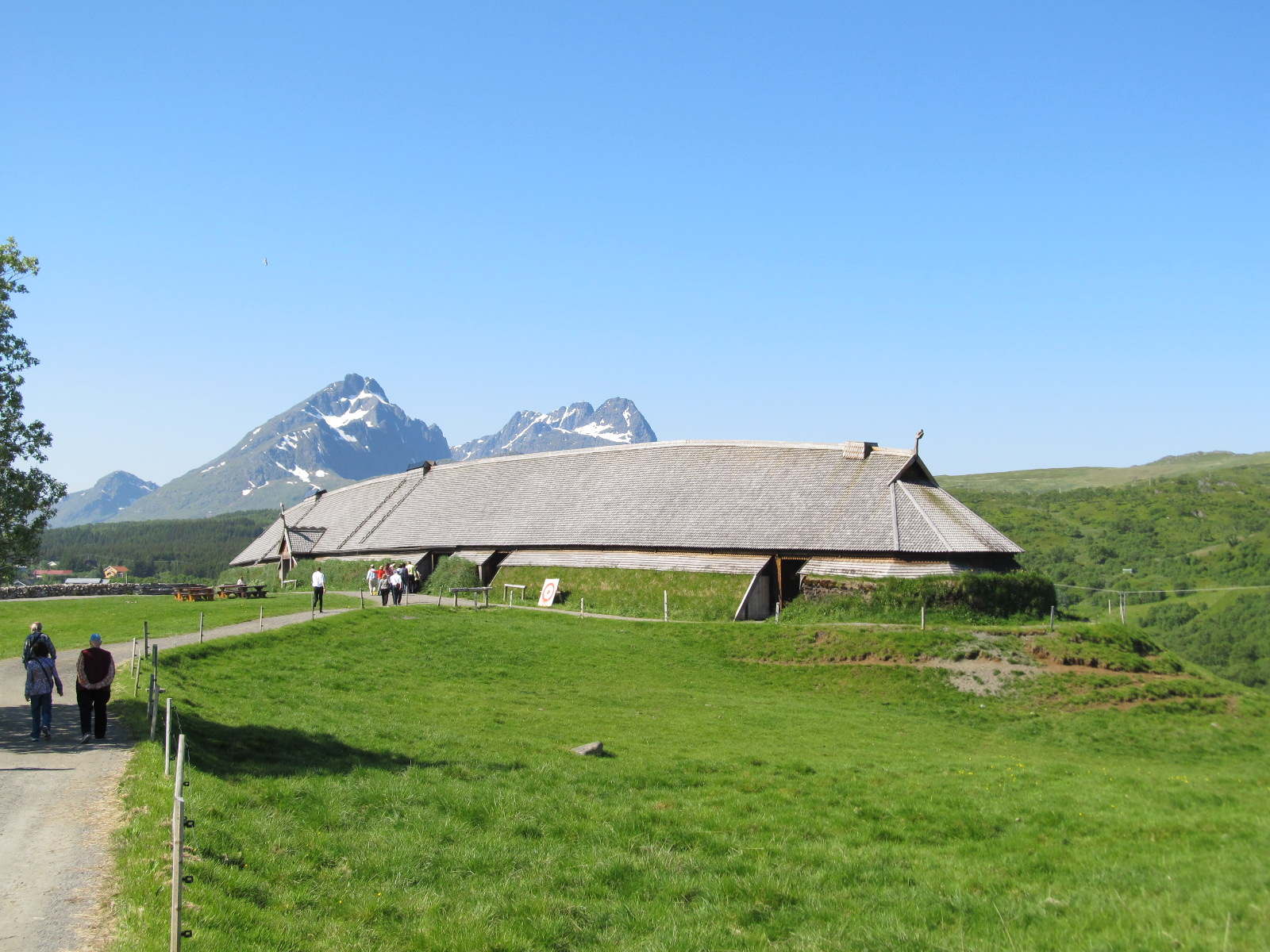
Một ngôi nhà dài xây lại tại Lofoten

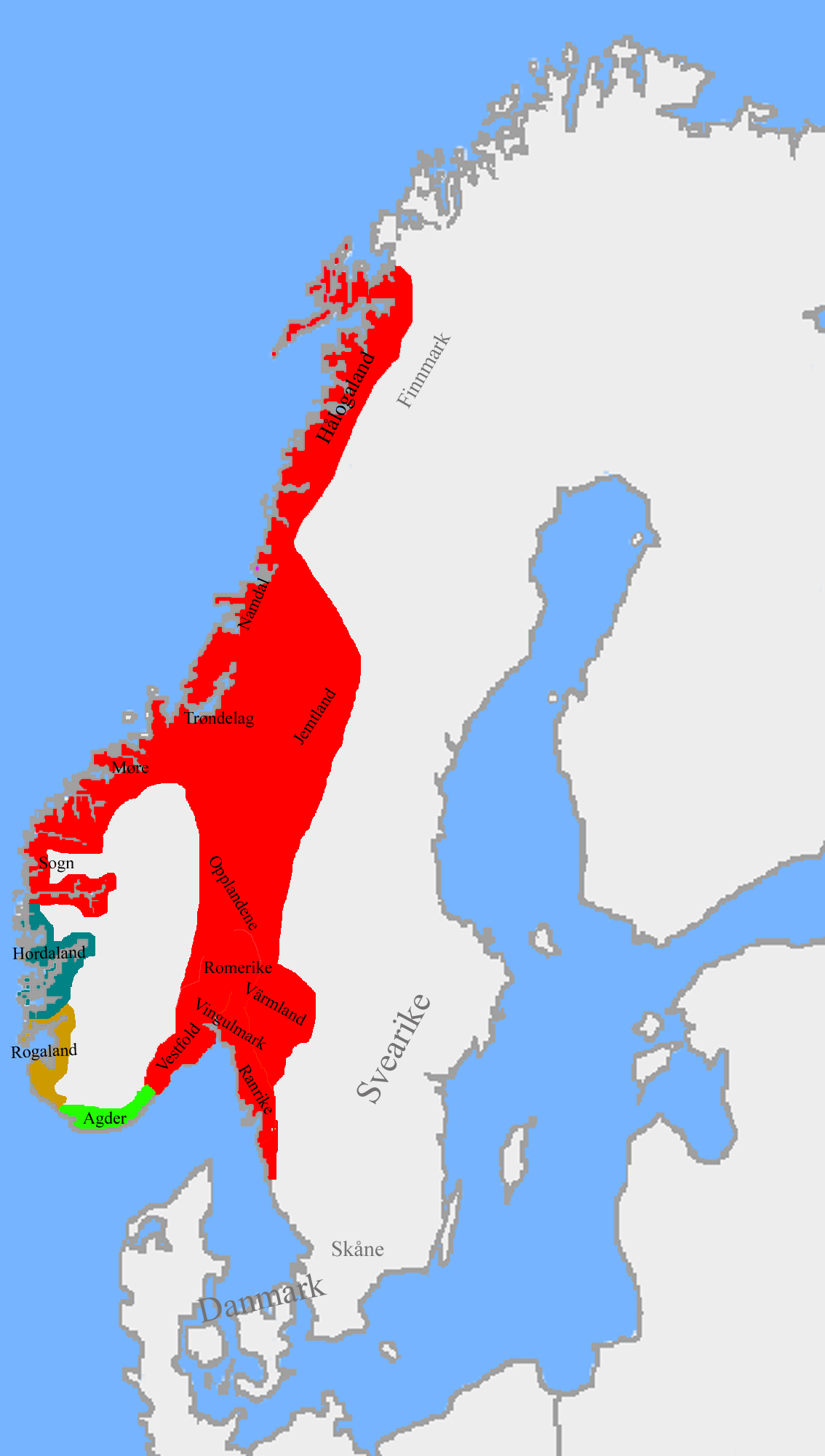
Na Uy năm 872

Xem tại Người Viking 

## Thời Trung Cổ

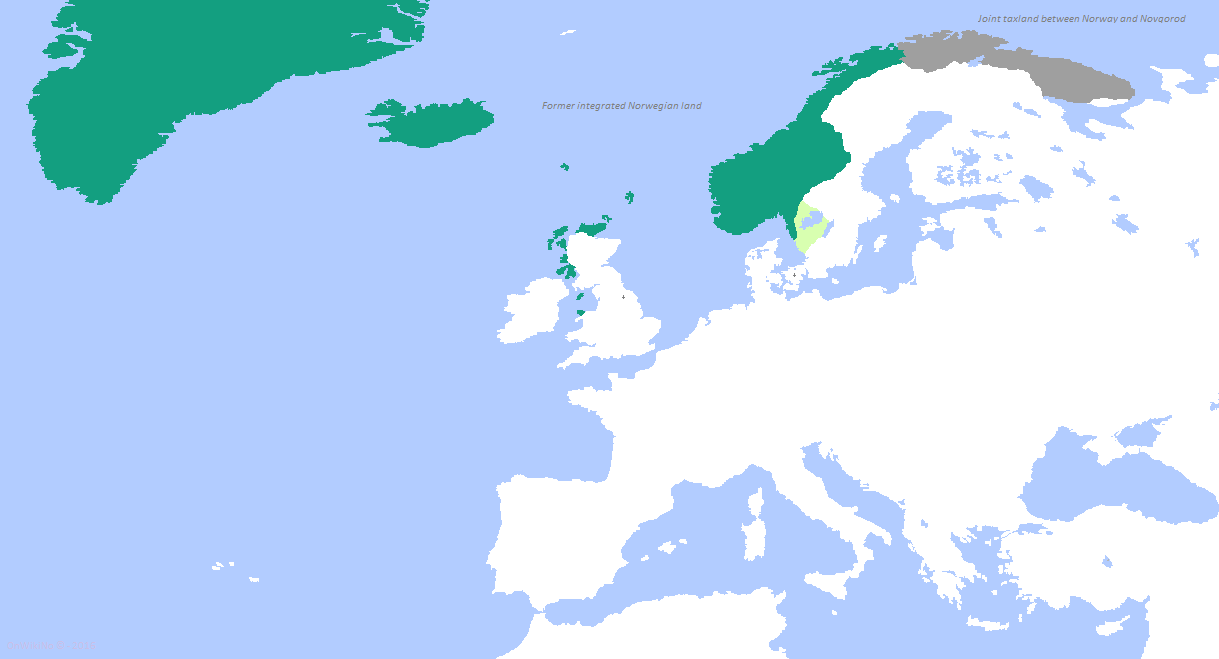
Vương quốc Na Uy năm 1265, lúc mở rộng nhất

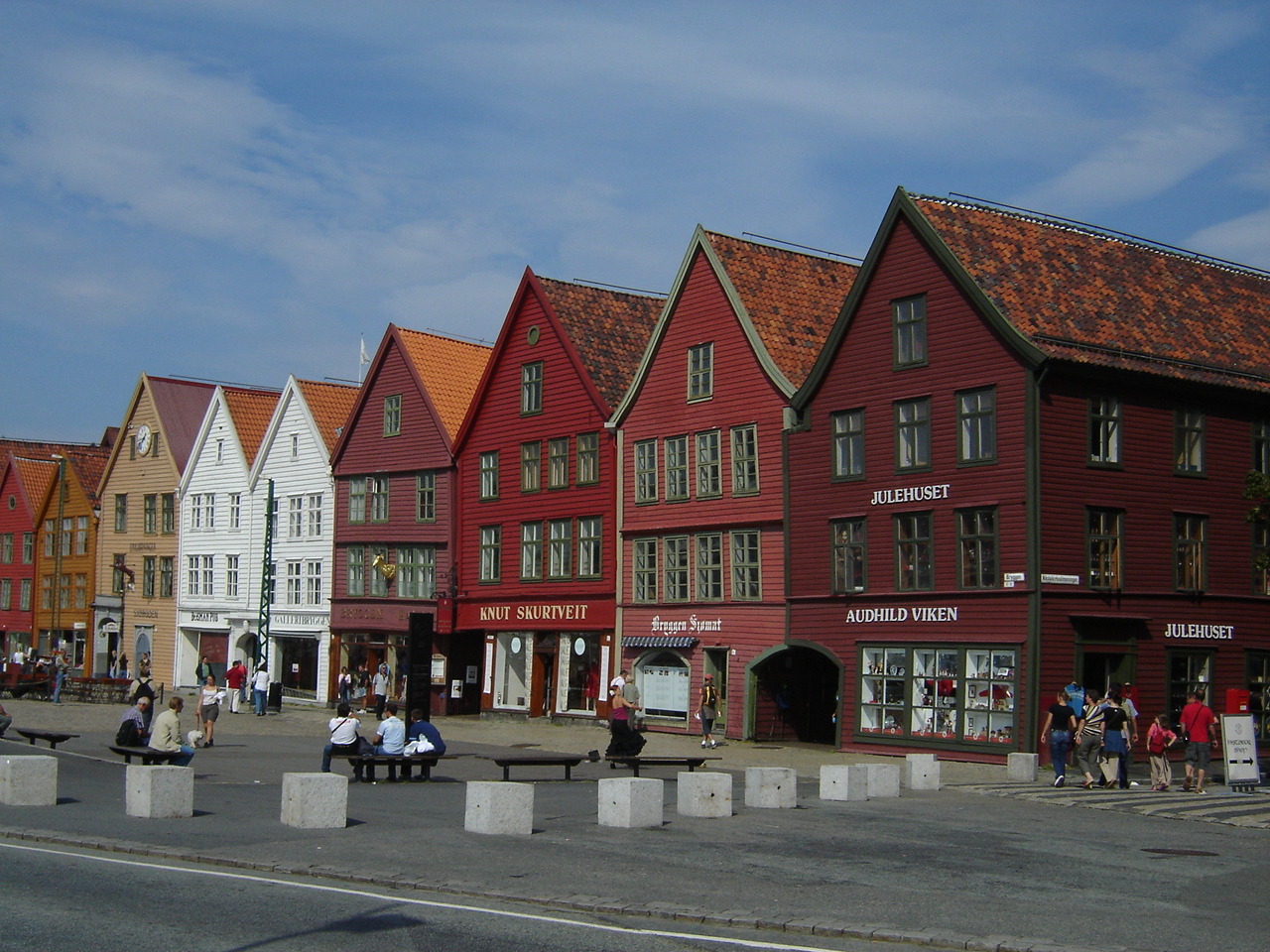
Bryggen ở Bergen, từng là trung tâm tài chính ở Na Uy, hiện nay được bảo tồn như một Di sản thế giới

Xem tại Na Uy thời trung cổ

## Đan Mạch–Na Uy

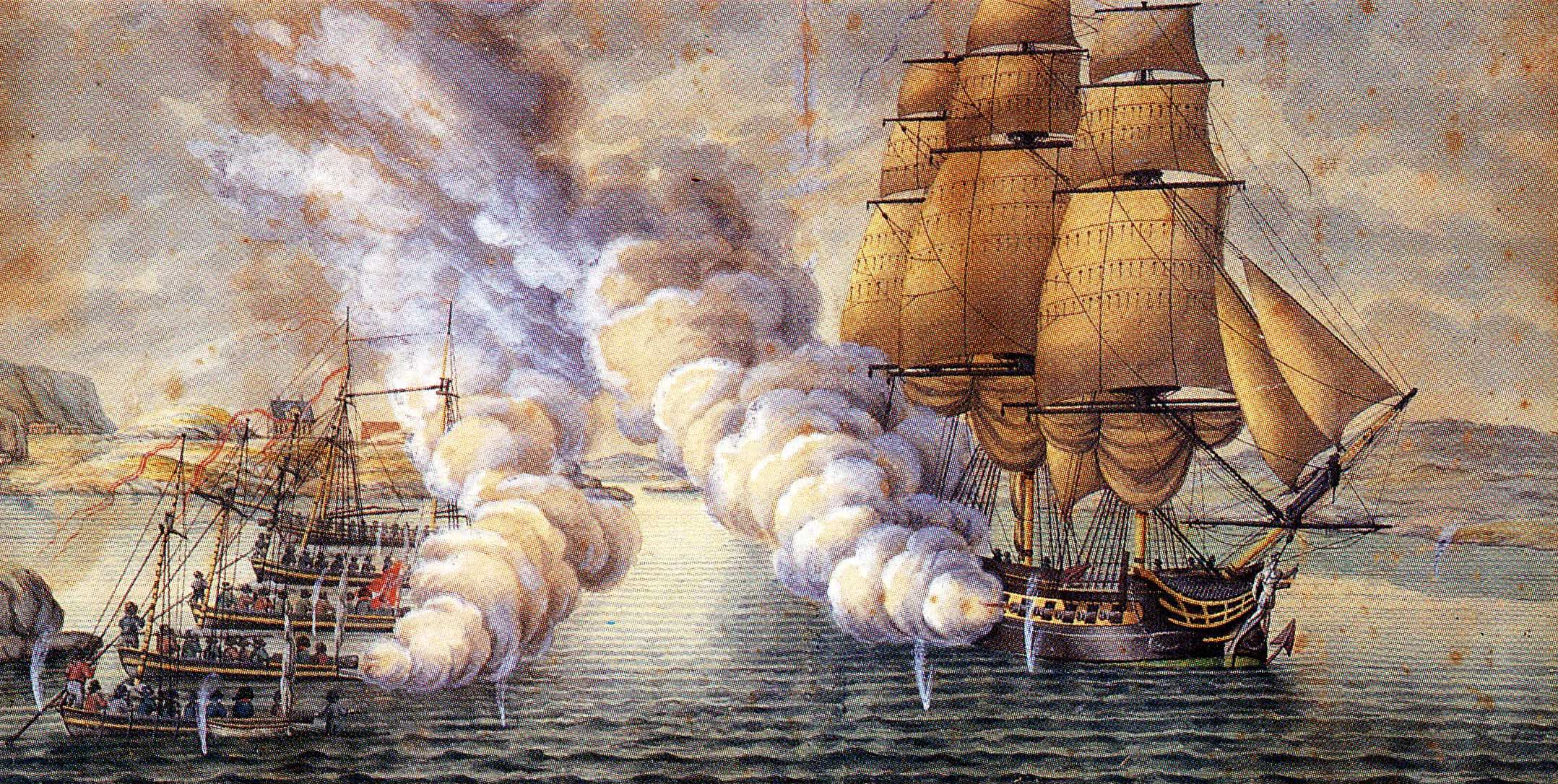
trận Alvøen giữa tàu chiến và chiến hạm Na Uy gần Bergen năm 1808

Xem tại Đan Mạch-Na Uy